# Riegerbach (Millstätter See, Döbriach)
Der Riegerbach ist der Quellfluss des Seebachs, eines linken Zuflusses der Lieser im österreichischen Bundesland Kärnten. Er mündet in den Millstätter See. 

## Lage
Der Riegerbach entsteht durch den Zusammenfluss von Kleinkirchheimer Bach (auch Twengbach) und Feldbach (auch Töplitzbach) in Untertweng. In manchen Quellen wird er bis zur Einmündung des Kaningbachs auch „Döbriacher Riegerbach“ genannt. Er fließt in einem Bogen um das Bodeneck zuerst in westlicher dann in südwestlicher Richtung, bis er bei Döbriach in den Millstätter See mündet.
Das Einzugsgebiet des Riegerbaches liegt in der Gemeinde Radenthein, das seiner Zuflüsse auch in der Gemeinde Bad Kleinkirchheim.

## Nebenbäche
Der Riegerbach hat ein Einzugsgebiet von 188,5 Quadratkilometern. Seine größten Zuflüsse sind:
| Name                              | Mündungsseite     | Mündungsort     | Einzugsgebiet in km² |
| --------------------------------- | ----------------- | --------------- | -------------------- |
| Kleinkirchheimer Bach (Twengbach) | rechter Quellbach | Untertweng      | 61,8                 |
| Feldbach (Töplitzbach)            | linker Quellbach  | Untertweng      | 27,7                 |
| Kaningbach                        | rechts            | Radenthein      | 72,0                 |
| Laufenberger Bach                 | rechts            | Erdmannsiedlung | 07,9                 |

## Verkehr
- Straße: Den Riegerbach entlang verläuft die Millstätter Straße.
- Radweg: Gemeinsam mit dem Hochwasserschutz wurde 2022 der Seental-Radweg eröffnet.[3]

## Energie
Bei der Erdmannsiedlung wurde 2021 ein Kleinwasserkraftwerk mit einer Leistung von 881 Kilowatt und einer Jahresproduktion von 4,56 Gigawattstunden errichtet.

## Hochwasser
- Pegel: Für den Riegerbach wurde bei Döbriach ein HQ100 von 140 m³/s definiert. Im Jahr 1993 wurden 70 m³/s beobachtet.[5]
- Hochwasserschutz: In den Jahren 2020 bis 2023 wurde bei Döbriach ein Hochwasserschutz auf eine Länge von 3,5 Kilometern errichtet.[6]